# Hadena rhodocharis
Hadena rhodocharis là một loài bướm đêm trong họ Noctuidae.